# Élection du Conseil de sécurité des Nations unies de 2023
L'élection du Conseil de sécurité des Nations unies de 2023 a eu lieu le 6 juin 2023 lors de la 77e session de l'Assemblée générale des Nations unies, qui s'est tenue au siège des Nations unies à New York. Les élections concernent cinq sièges non permanents au Conseil de sécurité de l'ONU pour des mandats de deux ans à partir du 1er janvier 2024. Conformément aux règles de rotation du Conseil de sécurité, selon lesquelles les dix sièges non permanents du Conseil de sécurité tournent parmi les différents groupes régionaux dans lesquels les États membres de l'ONU se divisent traditionnellement pour les besoins de vote et de représentation, les cinq sièges disponibles sont répartis comme suivent :
- Deux pour le groupe africain
- Un pour le groupe Asie-Pacifique[1]
- Un pour le groupe d'Amérique latine et des Caraïbes
- Un pour le groupe d'Europe de l'Est

Les cinq membres servent au Conseil de sécurité pendant la période 2024-2025.

## Candidats

### Afrique
- Algérie[2]
- Sierra Leone[3]

### Asie-Pacifique
Les candidats pour 1 poste disponible sont :
- Corée du Sud[4]

#### Retrait
- Tadjikistan[5] — S'est retiré en septembre 2022

### Europe de l'Est
Les candidats pour 1 poste disponible sont :
- Biélorussie
- Slovénie

- - Endorsements des P5 :  États-Unis[6]

### Amérique latine et Caraïbes
Le candidat pour 1 poste disponible est :
- Guyana

## Résultats
| Pays         | Vote | réf   |
| ------------ | ---- | ----- |
| Algérie      | 184  | [ 7 ] |
| Sierra Leone | 188  | [ 7 ] |
| Guyana       | 191  | [ 7 ] |
| Corée du Sud | 180  | [ 7 ] |
| Slovénie     | 153  | [ 7 ] |